# Émile Libaudière

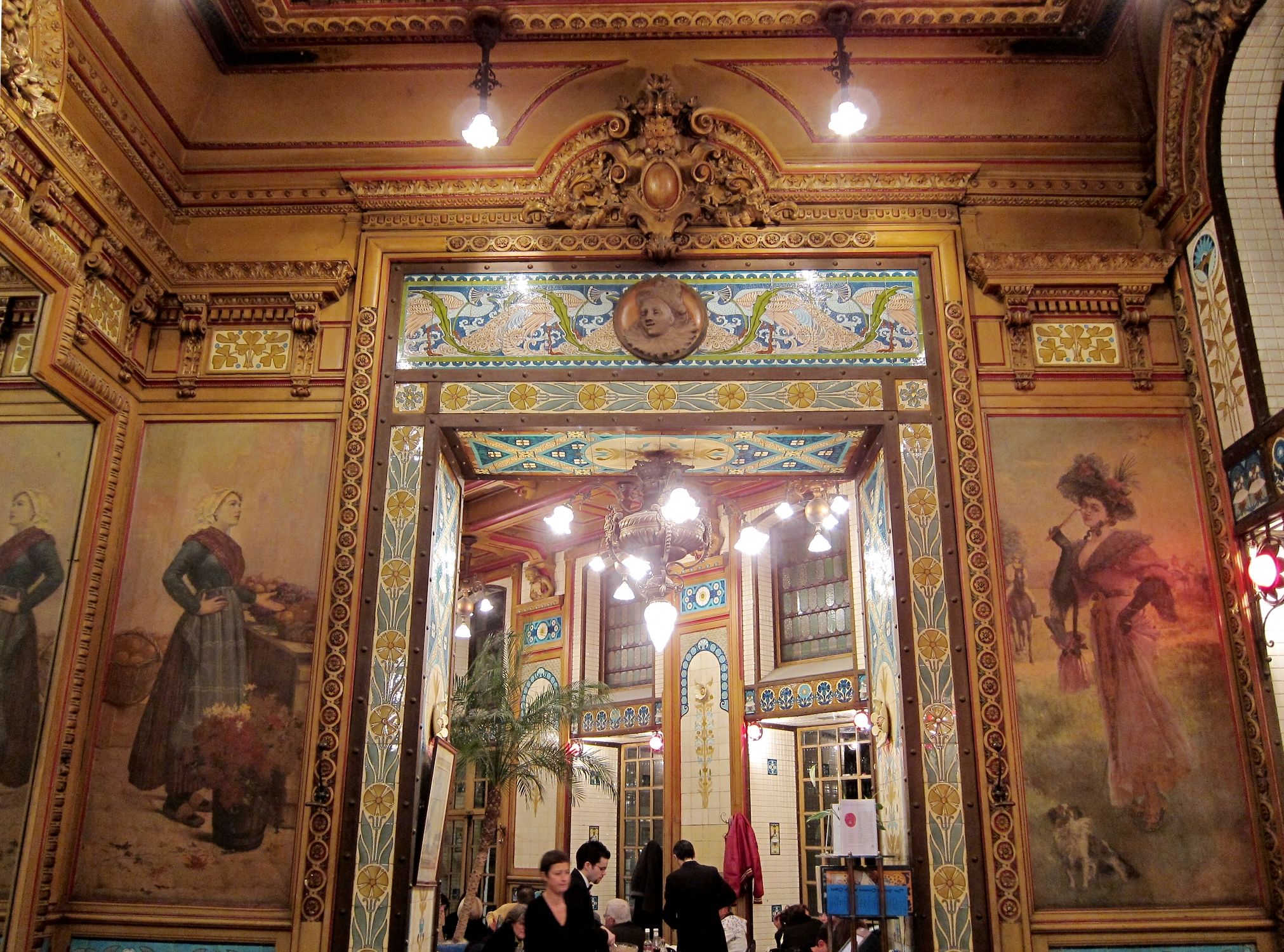
La Cigale, Nantes

Émile Libaudière (* 1853; † 1923) war ein vornehmlich in Nantes tätiger französischer Architekt und Keramiker des Historismus und Art nouveau.
Er errichtete zahlreiche bürgerliche Wohnbauten und war auch für religiöse Orden tätig.
Sein bekanntestes Werk ist die reich dekorierte Brasserie La Cigale an der place Graslin in Nantes.
| Personendaten    | Personendaten                         |
| ---------------- | ------------------------------------- |
| NAME             | Libaudière, Émile                     |
| ALTERNATIVNAMEN  | Libaudière, Emile                     |
| KURZBESCHREIBUNG | französischer Architekt und Keramiker |
| GEBURTSDATUM     | 1853                                  |
| STERBEDATUM      | 1923                                  |